# Sabina Cojocar
Sabina Cojocar est une gymnaste artistique et chanteuse roumaine, née le 23 octobre 1985 à Sibiu.

## Biographie

### Carrière sportive
Sabina Cojocar commence la pratique de la gymnastique avant ses quatre ans.
Aux Championnats d'Europe junior à Paris en 2000, elle apparaît comme un grand espoir de la gymnastique en remportant trois titres (concours général individuel, poutre et saut) et deux médailles d'argent (concours général par équipes et sol).
L'année suivante, elle commence sa carrière senior. Lors des Goodwill Games, elle remporte le titre du concours général individuel devant Svetlana Khorkina.
Elle fait partie de l'équipe roumaine qui remporte le titre de championne du monde au concours général par équipes à Gand. Elle échoue de peu à remporter une médaille individuelle en terminant 4e en finale de la poutre.
Après plusieurs blessures et problèmes de santé, elle prend sa retraite sportive en 2004, année durant laquelle elle n'est pas sélectionnée dans l'équipe nationale pour les Jeux olympiques d'Athènes.

### Carrière musicale
Elle se lance dans la chanson en 2006 avec le single Domine. Elle est candidate pour représenter son pays au Concours Eurovision de la chanson 2008 mais elle n'est pas retenue.

## Palmarès

### Championnats du monde
- Gand 2001
  -  médaille d'or au concours général par équipes
  - 4e à la poutre
  - 6e au concours général individuel

- Debrecen 2002
  - 5e au saut
  - 9e au sol (non finaliste)

### Autres
- Goodwill Games 2001 :
  -  médaille d'or au concours général individuel
  -  médaille de bronze au sol